# Soulfly
Soulfly is een Braziliaanse groovemetalband opgericht door Max Cavalera in 1997 nadat hij besloten had om zijn eerste band Sepultura te verlaten. De band wordt gekenmerkt door haar gebruik van tribale invloeden, death metal, thrash metal en klassiekere muziekvormen. Soulfly heeft sinds haar oprichting in 1997 een reeks bezettingen gehad. De laatste bezetting (2021) van de band bestaat uit Max Cavalera (zanger en ritmegitaar), Mike Leon (basgitaar en achtergrondzang) en Zyon Cavalera (drums). Dino Cazares van Fear Factory speelt gitaar als sessiemuzikant sinds 2021.

## Bezetting
- Max Cavalera - gitaar en zang (1997 - heden)
- Mike Leon – basgitaar, (2015–heden)
- Zyon Cavalera – drums (2012–heden)
- Dino Cazares - gitaar (2021–heden, sessiemuzikant)

Tot de vorige bezettingen behoorden:
- David Kinkade (drums) (2011 - 2012)
- Roy Mayorga (drums - Soulfly en IIII)
- Jackson Bandeira (gitaar - eerste drie albums)
- Marcello D. Rapp (basgitaar - eerste drie albums)
- Logan Mader (gitaar, ex-Machine Head & ex-Medication, alleen live shows eerste jaar Soulfly)
- Dave Ellefson - (basgitaar, ex-Megadeth)
- Mikey Doling - (gitaar - albums "III" en "Primitive", nu gitarist bij Channel Zero)
- Bobby Burns (basgitaar - album " Prophecy", "Dark Ages", "Conquer" en "Omen" )
- Joe Nunez (drums - ook op Primitive)
- Johny Chow (basgitaar)
- Marc Rizzo (gitaar) (2003-2021)
- Tony Campos (2011-2015)

## Discografie

### Albums
| Album met eventuele hitnotering(en) in de Nederlandse Album Top 100 | Datum van verschijnen | Datum van binnenkomst | Hoogste positie | Aantal weken | Opmerkingen |
| ------------------------------------------------------------------- | --------------------- | --------------------- | --------------- | ------------ | ----------- |
| Soulfly                                                             | 21-04-1998            | 02-05-1998            | 31              | 10           |             |
| Primitive                                                           | 26-09-2000            | 30-09-2000            | 39              | 5            |             |
| 3                                                                   | 25-06-2002            | 29-06-2002            | 44              | 5            |             |
| Prophecy                                                            | 28-03-2004            | 03-04-2004            | 51              | 5            |             |
| Dark Ages                                                           | 02-10-2005            | 08-10-2005            | 68              | 2            |             |
| Conquer                                                             | 25-07-2008            | 02-08-2008            | 33              | 5            |             |
| Omen                                                                | 21-05-2010            | 29-05-2010            | 42              | 2            |             |
| Enslaved                                                            | 09-03-2012            | 17-03-2012            | 66              | 2            |             |
| Savages                                                             | 2013                  |                       |                 |              |             |
| Archangel                                                           | 2015                  |                       |                 |              |             |
| Live At Dynamo Open Air 1998                                        | 2018                  |                       |                 |              |             |
| Ritual                                                              | 2018                  |                       |                 |              |             |
| Totem                                                               | 2022                  |                       |                 |              |             |

| Album met hitnotering(en) in de Vlaamse Ultratop 200 albums | Datum van verschijnen | Datum van binnenkomst | Hoogste positie | Aantal weken | Opmerkingen |
| ----------------------------------------------------------- | --------------------- | --------------------- | --------------- | ------------ | ----------- |
| Soulfly                                                     | 1998                  | 25-04-1998            | 12              | 9            |             |
| Primitive                                                   | 2000                  | 07-10-2000            | 20              | 3            |             |
| 3                                                           | 2002                  | 06-07-2002            | 27              | 2            |             |
| Prophecy                                                    | 2004                  | 10-04-2004            | 53              | 6            |             |
| Dark ages                                                   | 2005                  | 15-10-2005            | 64              | 4            |             |
| Conquer                                                     | 2008                  | 02-08-2008            | 17              | 8            |             |
| Omen                                                        | 2010                  | 29-05-2010            | 50              | 5            |             |
| Enslaved                                                    | 2012                  | 17-03-2012            | 59              | 4            |             |

### Dvd
- 1 maart 2005: The song remains insane